# Walckenaeria teres
Walckenaeria teres là một loài nhện trong họ Linyphiidae. Loài này phân bố ở Canada.